# Alcedo thomensis
El martín pescador de Santo Tomé (Alcedo thomensis) es una especie de ave coraciforme de la familia Alcedinidae. Su taxonomía es discutida, mientras que unos lo mantienen como subespecie de Alcedo leucogaster otros lo incluyen como subespecie de Alcedo cristata; otros lo incluyen en el género Corythornis.

## Distribución geográfica
Es endémica de la isla de Santo Tomé.